# کلارینگتون
کلارینگتون (به انگلیسی: Clarington) یک Lower-tier municipalities در کانادا است که در Durham واقع شده‌است.

## خصوصیات
کلارینگتون ۶۱۱٫۳ کیلومترمربع مساحت و ۸۴٬۵۴۸ نفر جمعیت دارد و ۱۰۶ متر بالاتر از سطح دریا واقع شده‌است.